# Ciudadanía (partido político)
Ciudadanía (en portugués: Cidadania), anteriormente llamado Partido Popular Socialista (PPS) es un partido político brasileño, heredero directo del Partido Comunista Brasileño (PCB).
Tras la caída de la Unión Soviética, el líder comunista, Roberto Freire decide disolver el PCB y crear como heredero poscomunista el PPS.
El PPS formó parte de la coalición gobernante dirigida por Lula da Silva a partir de 2002. La dirección nacional del partido decidió salir de ella en 2004, al ser contraria de las políticas hechas hasta el momento por el presidente. Algunos importantes miembros del partido, como Ciro Gomes, candidato a la presidencia en 1998 y 2002 no aceptan abandonar el ejecutivo y son expulsados del partido.
En las elecciones de 2006 el PPS apoya de forma informal a Geraldo Alckmin, rival de Lula en la segunda vuelta de dichas elecciones. En esas misma elecciones no consiguió superar el 5% de los votos en la elección de diputados y de ese modo, no superó la cláusula de barrera. Para poder hacerlo formó junto con otras formaciones un nuevo partido, Movilización Democrática. Sin embargo, al declarar el Tribunal Supremo inconstitucional esta norma, el PPS vuelve a convertirse en un partido independiente.

## Resultados electorales

### Elecciones presidenciales
|  | 27,0 % |

|  | 11,0 % |

|  | 12,0 % |

|  | 41,6 % |

|  | 39,2 % |

|  | 32,6 % |

|  | 44,0 % |

|  | 21,3 % |

|  | 4,76 % |

|  | 4,16 % |

### Elecciones parlamentarias
|  | 0,6 % |

|  | 1,3 % |

|  | 3,1 % |

|  | 3,9 % |

|  | 2,6 % |

|  | 2,0 % |

|  | 1,6 % |